# 王佐 (成化山西進士)
王佐（1440年—1512年），字廷辅，山西等處承宣布政使司遼州和順縣（今山西省和順縣）人，明朝政治人物，官至南京戶部尚書。

## 生平
早年出身國子生，山西鄉試第八十四名。成化十四年（1478年）進士。成化十六年（1480年）官順天府永清縣知縣。十七年（1481年），授吏部文選司主事、考功司主事。成化二十三年，任吏部考功司員外郎、吏部驗封司員外郎。弘治三年，進吏部驗封司郎中、吏部考功司郎中。弘治七年，擔任太常寺少卿、順天府府丞。弘治十八年，任光祿寺卿。
正德元年（1506年），升任戶部右侍郎，次年，改左侍郎。正德三年，改任南京戶部尚書。正德七年十二月卒，享年七十三岁。

## 家族
曾祖父王貴。祖父王珍。父亲王義，曾任谭城驿丞、巡檢。母张氏。具慶下。弟敖、侃。娶馬氏。子王云凤，成化二十年进士，官至右佥都御史。